# استان شانلی‌اورفه
شانلی‌اورفه (به ترکی استانبولی: Şanlıurfa) یکی از استان‌های کرد نشین ترکیه و مرکز آن هم شهر شانلی‌اورفه است. ایناستان جمعیتی کرد دارد. مساحت این استان ۱۸٬۵۸۴ کیلومتر مربع است. جمعیت این استان در سال ۲۰۱۴ میلادی ۱٬۸۴۵٬۶۶۷ نفر بود.

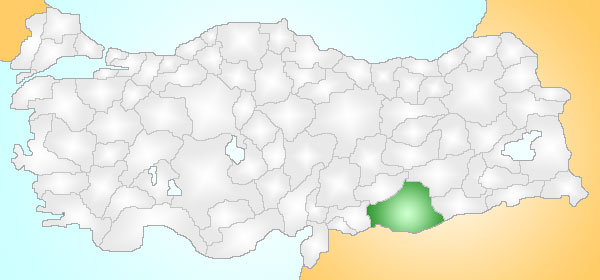
محل استان شانلی‌اورفه در نقشه ترکیه